# Antelope (Montana)
Antelope é uma Região censo-designada localizada no estado americano de Montana, no Condado de Sheridan.

## Demografia
Segundo o censo americano de 2000, a sua população era de 43 habitantes.

## Geografia
De acordo com o United States Census Bureau tem uma área de 
0,2 km², dos quais 0,2 km² cobertos por terra e 0,0 km² cobertos por água.

## Localidades na vizinhança
O diagrama seguinte representa as localidades num raio de 36 km ao redor de Antelope. 